# Cibo Matto
Cibo Matto är en musikgrupp från New York, USA, som spelade 1994-2001. De blandade många musikstilar, bland annat rock, triphop och hiphop. Bandet bestod av Miho Hatori (sång), Yuka Honda (diverse instrument), Sean Lennon (diverse instrument), Duma Love (diverse instrument) och Timo Ellis (diverse instrument).
Namnet kommer från italienskan och betyder ungefär 'galen mat'.

## Medlemmar
Nuvarande medlemmar
- Yuka Honda - sampler, sequencer, keyboard, piano, orgel, synthesizer, cembalo, bakgrundssång (1994–2002, 2011–idag)
- Miho Hatori - sång, slagverk, akustisk gitarr (1994–2002, 2011–idag)
- Yuko Araki - trummor (2011–idag)

Tidigare medlemmar
- Sean Lennon - basgitarr, elgitarr, 12-strängad gitarr, trummor, slagverk, synthesizer, bakgrundssång (1997–2002)
- Timo Ellis - trummor, slagverk, basgitarr, elgitarr, akustisk gitarr, bakgrundssång (1997–2002)
- Duma Love - slagverk, sång, turntable, beat box (1997–2002)

## Diskografi
Studioalbum
- Viva! La Woman (1996)
- Stereo ★ Type A (1999)
- Hotel Valentine (2014)

EP
- Cibo Matto (1995)
- Super Relax (1997)

Singlar
- Birthday Cake (1995)
- Know Your Chicken (1996)
- Working for Vacation (1999)
- Moonchild (1999)
- Spoon (1999)

Samlingsalbum
- Pom Pom: The Essential Cibo Matto (2007)